# Rozmarné léto
Rozmarné léto (Nederlands: Een lange, dwaze zomer; Engels: Capricious Summer) is een Tsjecho-Slowaakse filmkomedie onder regie van Jiří Menzel.

## Verhaal
Het is een grillige, regenachtige zomer. Antonín en zijn vrienden, de majoor Hugo en de kanunnik Roch, slijten hun tijd in een rivierzwembad, waar ze zwemmen, drinken en nadenken over het leven. Ineens komt de circusartiest Arnoštek aan met paard en wagen. Hij legt een paal over het water en loopt eroverheen naar hen toe. Hij nodigt iedereen uit voor een voorstelling in het stadje. Zijn knappe assistente brengt het hoofd van menigeen op hol. Na allerlei verwikkelingen keert de circusartiest verder en keert de rust in het stadje en het zwembad weer terug.
De film is gebaseerd op een novelle uit 1926 van de Tsjechische schrijver Vladislav Vančura, die in het Nederlands werd vertaald als Een grillige zomer  (Pegasus 2017).

## Rolverdeling
| Acteur            | Personage       |
| ----------------- | --------------- |
| Rudolf Hrušínský  | Antonín Dura    |
| Vlastimil Brodský | majoor Hugo     |
| František Rehák   | kanuunik Roch   |
| Míla Myslíková    | Katerina Durová |
| Jana Preissová    | Anna            |
| Jirí Menzel       | Arnoštek        |
| Bohuš Záhorský    | Oude man        |

## Prijzen en nominaties
| jaar | prijs                                    | categorie      | genomineerde(n) | uitslag  |
| ---- | ---------------------------------------- | -------------- | --------------- | -------- |
| 1968 | Internationaal filmfestival van Karlsbad | Kristallen Bol | Kristallen Bol  | Gewonnen |